# 塔莉夸·克兰西
塔莉夸·克兰西（英語：Taliqua Clancy，1992年6月25日—），澳大利亚女子沙滩排球运动员，2019年世界沙滩排球锦标赛女子铜牌得主、2020年夏季奥林匹克运动会女子银牌得主。